# Hexatoma (Eriocera) umbripennis
Hexatoma (Eriocera) umbripennis is een tweevleugelige uit de familie steltmuggen (Limoniidae). De soort komt voor in het Oriëntaals gebied.